# 沂南县
沂南县在中国山东省临沂市中北部，沂蒙山区东南脚下，沂河、汶河流贯全境，是临沂市所辖的一个县。因地处沂水县南部得名。古称阳都。总面积为1774.08平方公里。县政府驻地界湖街道。

## 行政区划
沂南县下辖1个街道办事处、13个镇、1个乡：
界湖街道、岸堤镇、孙祖镇、双堠镇、青驼镇、张庄镇、砖埠镇、大庄镇、辛集镇、蒲汪镇、湖头镇、苏村镇、铜井镇、依汶镇和马牧池乡。

## 人口
根據第七次全国人口普查沂南县2020年末，常住人口为806390人。与2010年第六次全国人口普查的790852人相比，十年共增加15538人，增长1.96%，年平均增长率为0.19%。

## 交通
- 233国道过境。

## 历史沿革
抗日战争时期，被誉为山东的“小延安”。1938年开辟抗日革命根据地。1940年，山东省政府的前身——山东省战时工作推行委员会在沂南县青驼成立。第二次国共内战时期曾在沂南境内发生孟良崮战役。
中华人民共和国建国初，属鲁中南行政公署沂蒙专署。1950年5月，属沂水专区。1953年8月，属临沂专区。1958年11月，沂南县撤销，辖区并入沂水、临沂、蒙阴、莒县等4县。1961年8月复置（7月国务院批准 ）。
1994年12月17日，經中華人民共和國國務院批准，同意山東省撤銷臨沂地區，設立地級臨沂市。沂南縣同郯城縣、沂水縣、蒼山縣、費縣、平邑縣、莒南縣、蒙陰縣、臨沭縣、蘭山區、羅庄區、河東區等多個行政區被臨沂市所管轄。

## 经济状况
近几年建设沂蒙红色影视拍摄基地。沂南县还是全国电动车生产基地、全国空心砖生产基地、全国优质石英砂加工基地、全国首批健康养殖示范县、全国肉鸭生产加工第一县。